# Козениці
Козени́ці (пол. Kozienice, чит. Козєні́це) — місто в центрально-східній Польщі.
Адміністративний центр Козеницького повіту Мазовецького воєводства.

## Демографія
Демографічна структура станом на 31 березня 2011 року:
|          | Загалом | Допрацездатний вік | Працездатний вік | Постпрацездатний вік |
| -------- | ------- | ------------------ | ---------------- | -------------------- |
| Чоловіки | 9026    | 1588               | 6570             | 868                  |
| Жінки    | 9656    | 1519               | 6019             | 2118                 |
| Разом    | 18682   | 3107               | 12589            | 2986                 |